# Reiner Pommerin

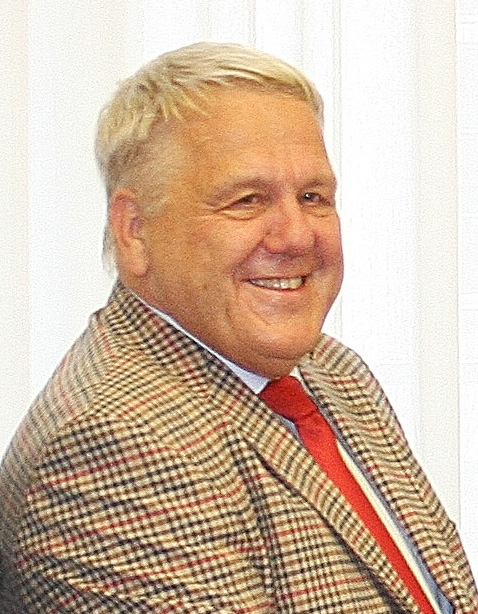
Reiner Pommerin (2011)

Reiner Pommerin (* 17. Juni 1943 in Rees; † 4. Juli 2024 in Dresden) war ein deutscher Historiker mit dem Schwerpunkt deutsche und internationale Politik- und Militärgeschichte des 18. bis 21. Jahrhunderts.

## Leben

### Herkunft und Wehrdienst
Der in Rees am Niederrhein als Sohn eines Kaufmanns und seiner Frau geborene Reiner Pommerin besuchte zunächst das Gymnasium Thomaeum (ohne Abschluss) in Kempen und trat noch vor seinem 18. Geburtstag 1961 seinen Wehrdienst beim Luftwaffenausbildungsregiment 2 in Stade an. Er wollte nach eigenen Angaben Feldwebel werden. Pommerin erhielt zunächst eine Ausbildung als Flugbetriebsspezialist, besuchte dann die Waffenschule der Luftwaffe 50 in Fürstenfeldbruck, das Fluganwärterregiment in Uetersen, wo die Sprachausbildung stattfand, und nahm am Unteroffizierlehrgang in Husum teil. Noch 1964 zum Unteroffizier befördert, verließ der Soldat auf Zeit (4 Jahre) 1965 die Bundeswehr, da ihm die Unteroffizierlaufbahn in der Luftwaffe verwehrt worden war. Danach holte er sowohl die Mittlere Reife als auch das Abitur (1969) an einem Abendgymnasium in Hamburg nach.

### Beruflicher Werdegang
Pommerin studierte schließlich ab dem Sommersemester 1969 Didaktik der Geschichte, Psychologie, Pädagogik und Soziologie an der Pädagogischen Hochschule Rheinland in Bonn und Köln. Sein Studium schloss er 1973 mit der Ersten und der Zweiten Staatsprüfung für das Lehramt für die Sekundarstufe I sowie mit der Erlangung eines Diploms als Pädagoge ab.
Im selben Jahr noch nahm Pommerin dann ein Promotionsstudium für Mittlere und Neuere sowie Anglo-Amerikanische Geschichte und Pädagogik an der Universität zu Köln auf. Dort wurde er 1976 im Fach Neuere Geschichte promoviert. Nach einem kurzen Intermezzo als Lektor in einem Schulbuchverlag kehrte er 1978 an die Universität zu Köln als Wissenschaftlicher Assistent des Historischen Seminars zurück. Dort war er mehrere Jahre lang akademischer Schüler des renommierten Historikers Andreas Hillgruber. 1979 und 1980 war Pommerin John F. Kennedy-Fellow an der Harvard University. 1984 folgten seine Habilitation und die Verleihung der Lehrberechtigung (Venia Legendi) für das Fach Neuere Geschichte. Danach lehrte er als Privatdozent an der Universität zu Köln (1984–1988), als Lehrbeauftragter für Mittlere und Neuere Geschichte an der Universität Mainz (1988), als Universitätsprofessor für Neuere und Neueste Geschichte an der Universität Erlangen (1988–1992) sowie als Gastprofessor an der Universität Jena und der Technischen Universität Dresden (1990–1992), bis er 1992 den Ruf als Gründungsprofessor auf einen Lehrstuhl für Neuere und Neueste Geschichte an der TU Dresden annahm. Parallel dazu war Pommerin 1994 und 1995 German Visiting-Fellow am St Antony’s College der University of Oxford und nahm von 1996 bis 1997 als erster deutscher Hochschullehrer den von der Bundesrepublik Deutschland zum Jubiläum des internationalen Fulbright-Programms den USA gestifteten Fulbright-Distinguished Chair wahr, der damals an der Vanderbilt University in Nashville, Tennessee, eingerichtet wurde. Zu seinen akademischen Schülern gehören u. a. Reiner Marcowitz, Dorit Petschel und Manfred Nebelin.
Pommerin war außerdem von 1985 bis 1987 Leiter des Aufbaustabs für das Haus der Geschichte der Bundesrepublik Deutschland in Bonn. Darüber hinaus gelang es ihm 1998 zusammen mit einer Gruppe weiterer Hochschullehrer, an der Technischen Universität Dresden den bis dahin bundesweit einzigartigen, als Elitestudiengang konzipierten konsekutiven Bachelor-Master-Studiengang Internationale Beziehungen zu etablieren, der inhaltlich von einem interdisziplinären Konglomerat getragen wurde, welches die Fachbereiche Internationale Politik, Internationale Wirtschaft, Internationales Recht und Internationale Geschichte umfasste. 2002 gehörte Pommerin dann zu den Gründern des Zentrums für Internationale Studien (ZIS), welches seither fakultätsunabhängige Trägerkörperschaft des Studiengangs ist und welchem er von 2003 bis 2004 als Wissenschaftlicher Direktor vorstand. Er war Mitglied des Sächsischen Kultursenats und des Wissenschaftlichen Beirats des Volksbunds Deutsche Kriegsgräberfürsorge.

### Tätigkeit als Reserveoffizier
Seit 1969 war er Wehrübender. Er nahm am 47. Reserveoffizierlehrgang im Offizieranwärterbataillon in Fürstenfeldbruck und an der Offizierschule der Luftwaffe (OSLw) in Neubiberg teil und besuchte später u. a. die Führungsakademie der Bundeswehr (FüAkBw) in Hamburg. 2004 wurde der Oberst der Reserve als Reserveoffizier verabschiedet. Am 4. Juni 2008 erhielt Pommerin in Berlin vom damaligen Bundesminister der Verteidigung, Franz Josef Jung, das Verdienstorden der Bundesrepublik Deutschland (Verdienstkreuz 1. Klasse) anlässlich der Festveranstaltung zum 50-jährigen Bestehen des Beirats für Fragen der Inneren Führung der Bundeswehr. Darüber hinaus wurde er mit dem Ehrenkreuz der Bundeswehr in Gold ausgezeichnet.

### Familie
Er war verheiratet und Vater eines Kindes.

## Forschungsschwerpunkte
Reiner Pommerin beschäftigte sich vorwiegend mit dem internationalen System und der politischen Geschichte Europas vom 18. bis zum 20. Jahrhundert. Dabei standen für ihn vor allem die innen- und die außenpolitische Geschichte Deutschlands im Vordergrund. Bereits mit seiner 1976 abgeschlossenen und ein Jahr darauf publizierten Dissertation mit dem Titel Das Dritte Reich und Lateinamerika. Die deutsche Politik gegenüber Süd- und Mittelamerika 1939–1942 legte Pommerin eine umfangreiche Analyse der diplomatischen Verhältnisse Deutschlands gegenüber den lateinamerikanischen Staaten im Zweiten Weltkrieg vor. An diese Arbeit anknüpfend untersuchte er in seiner 1984 eingereichten und 1986 erschienenen Habilitationsschrift Der Kaiser und Amerika. Die USA in der Politik der Reichsleitung 1890–1917 erneut die transatlantischen Beziehungen Deutschlands, diesmal allerdings in der wilhelminischen Phase des Deutschen Kaiserreichs und diesmal gegenüber den Vereinigten Staaten von Amerika, nicht den südlicheren Staaten des Doppelkontinents. Seine 2007 erschienene Publikation Zwischen Eurozentrismus und globalem Staatensystem. Bismarck und die USA 1862–1890 arrondierte das Thema um die Zeit des gouvernementalen Wirkens Otto von Bismarcks. Weitere wichtige Arbeiten zum internationalen Mächte- und Staatensystem der Neuzeit wurden von Reiner Marcowitz in dem Sammelband Mächtesystem und Militärstrategie. Ausgewählte Aufsätze zusammengestellt und 2003 veröffentlicht.
Im Rahmen seiner Studien zur Internationalen Politikgeschichte orientierte sich Pommerin paradigmatisch am Ansatz seines akademischen Lehrers, Andreas Hillgruber, und betrieb ebenfalls eine „politische Geschichte in moderner Sicht“. Dabei lehnte auch er einen „Primat der Außenpolitik“ ab, betonte allerdings die Prägekraft der außenpolitischen Verbindungen zwischen Staaten für diese selbst wie auch für deren Verflochtenheit in internationale Entwicklungen. Bei der Analyse der auswärtigen Beziehungen kamen bei ihm jedoch auch „weiche“ Faktoren zum Tragen, wie eigene Identität und gegenseitige Perzeption, welchen er in verschiedenen Werken, etwa zum Deutschlandbild in der Zeit Kaiser Wilhelms II., gesondert Aufmerksamkeit schenkte.
Auch aus seiner engen Verbindung zur Bundeswehr, die sich vor allem aus seinen Diensten als Soldat auf Zeit und als Reserveoffizier sowie aus seiner Mitarbeit im multinationalen Nuclear History Program begründet, entstanden mehrere Arbeiten, welche sich zum einen mit Problemen und Fragestellungen der Inneren Führung in der Bundeswehr beschäftigten und die zum anderen den zweiten großen Forschungsbereich Pommerins abdeckten: die internationale Militärgeschichte. Diesem Arbeitsschwerpunkt widmete er sich besonders intensiv mit dem Band Strategiewechsel. Bundesrepublik und Nuklearstrategie in der Ära Adenauer-Kennedy, den er zusammen mit Johannes Steinhoff 1992 herausbrachte.
Einen dritten Schwerpunkt seiner Forschungstätigkeit stellten bestimmte städtische Zusammenhänge dar, mit denen er sich in mehreren Arbeiten auseinandersetzte. Dabei stand etwa Bonn im Zusammenhang der Hauptstadtfrage oder stadtgeschichtlicher Entwicklungen im Mittelpunkt. Darüber hinaus beschäftigte sich Pommerin mit Dresden als dem Hochschulort seines ordentlichen Lehrstuhls. Dabei untersuchte er vor allem die Prägung der Stadt in der Zeit des Nationalsozialismus und des Zweiten Weltkrieges und arbeitete an einer 2003 erschienenen Geschichte der Technischen Universität Dresden mit.
Er war Mitherausgeber der Militärgeschichtlichen Zeitschrift.

## Mitgliedschaften
- ehem. Sprecher des Beirates der Clausewitz-Gesellschaft
- Sprecher des Beirats für Fragen der Inneren Führung
- Commission Internationale d’Histoire Militaire Comparée (CIHM) in Den Haag (Teil des International Committee of Historical Sciences (CIHS) der UNESCO)
- Commission of History of International Relations in Mailand
- German Studies Association in Kalamazoo, Michigan
- International Institute for Strategic Studies in London

## Ehrungen und Auszeichnungen
- Ehrenkreuz der Bundeswehr in Gold
- 2008: Verdienstorden der Bundesrepublik Deutschland (Verdienstkreuz 1. Klasse)
- 2013: Wolf-Graf-von-Baudissin-Medaille der Karl-Theodor-Molinari-Stiftung

## Veröffentlichungen (Auswahl)

### Monographien
- Das Dritte Reich und Lateinamerika. Die deutsche Politik gegenüber Süd- und Mittelamerika 1939–1942. Droste, Düsseldorf 1977, ISBN 3-7700-0449-3 (Dissertation).
- Sterilisierung der Rheinlandbastarde. Das Schicksal einer farbigen deutschen Minderheit 1918–1937. Droste, Düsseldorf 1979, ISBN 3-7700-0551-1.
- Der Kaiser und Amerika. Die USA in der Politik der Reichsleitung 1890–1917. Böhlau, Köln/Wien 1986, ISBN 3-412-03786-9 (Habilitationsschrift).
- Von Berlin nach Bonn. Die Alliierten, die Deutschen und die Hauptstadtfrage nach 1945. Böhlau, Köln/Wien 1989, ISBN 3-412-12188-6.
- Geschichtlicher Atlas der Rheinlande. Band 5, Teilband 3: Die räumliche Organisation von Staat und Partei in der NS-Zeit (= Publikationen der Gesellschaft für Rheinische Geschichtskunde), Bonn 1992, ISBN 978-3-7927-1340-2.
- Strategiewechsel. Bundesrepublik und Nuklearstrategie in der Ära Adenauer-Kennedy (Zusammen mit Johannes Steinhoff) (= Nuclear History Program, Band 1; Internationale Politik und Sicherheit, Band 30), Nomos, Baden-Baden 1992, ISBN 978-3-7890-2787-1.
- Mächtesystem und Militärstrategie. Ausgewählte Aufsätze. Hrsg. von Reiner Marcowitz, Böhlau, Köln/Weimar/Wien 2003, ISBN 978-3-412-02603-5 (Aufsatzsammlung von Reiner Pommerin zu dessen 60. Geburtstag).
- 175 Jahre TU Dresden. Band 1: Geschichte der TU Dresden 1828–2003. Böhlau, Köln/Weimar/Wien 2003, ISBN 978-3-412-02303-4.
- Zwischen Eurozentrismus und globalem Staatensystem. Bismarck und die USA 1862–1890 (= Friedrichsruher Beiträge, Band 34), Friedrichsruh 2007, ISBN 978-3-933418-37-1.
- „Polen gegen uns eingenommen und stark jüdisch durchsetzt“. König Friedrich August III. und die Kriegsziele Sachsens im Ersten Weltkrieg. Potsdam 2009.
- Die Kubakrise 1962. Reclam, Ditzingen 2022, ISBN 978-3-15-011399-8.

### Herausgeberschaften
- Deutsche Frage und europäisches Gleichgewicht. Festschrift für Andreas Hillgruber zum 60. Geburtstag (Zusammen mit Klaus Hildebrand), Böhlau, Köln/Wien 1985, ISBN 3-412-07984-7.
- Vierzig Jahre Bundeshauptstadt Bonn. 1949–1989, Karlsruhe 1989, ISBN 3-7880-9780-9.
- Bonn zwischen Kriegsende und Währungsreform. Erinnerungsberichte von Zeitzeugen (= Bonner Geschichtsblätter, Band 41; Veröffentlichungen des Stadtarchivs Bonn, Band 50), Bonn 1991, ISBN 3-416-80678-6.
- The American Impact on Postwar Germany. Providence/Oxford 1995, ISBN 1-57181-004-8.
- Culture in the Federal Republic of Germany. 1945–1995 (= German Historical Perspectives Series, Band 11), Oxford/Washington D. C. 1996, ISBN 1-85973-105-8.
- Quellen zu den deutsch-amerikanischen Beziehungen. 1776–1917 (Zusammen mit Michael Fröhlich) (= Quellen zu den Beziehungen Deutschlands zu seinen Nachbarn im 19. und 20. Jahrhundert, Band 1), Wissenschaftliche Buchgesellschaft, Darmstadt 1996, ISBN 978-3-534-12472-5.
- Quellen zu den deutsch-amerikanischen Beziehungen. 1917–1963 (Zusammen mit Michael Fröhlich) (= Quellen zu den Beziehungen Deutschlands zu seinen Nachbarn im 19. und 20. Jahrhundert, Band 2), Wissenschaftliche Buchgesellschaft, Darmstadt 1996, ISBN 978-3-534-12471-8.
- Quellen zu den deutsch-britischen Beziehungen. 1815–1914 (Zusammen mit Michael Fröhlich) (= Quellen zu den Beziehungen Deutschlands zu seinen Nachbarn im 19. und 20. Jahrhundert, Band 3), Wissenschaftliche Buchgesellschaft, Darmstadt 1997, ISBN 978-3-534-07238-5.
- Quellen zu den deutsch-französischen Beziehungen. 1815–1919 (Zusammen mit Reiner Marcowitz) (= Quellen zu den Beziehungen Deutschlands zu seinen Nachbarn im 19. und 20. Jahrhundert, Band 5), Wissenschaftliche Buchgesellschaft, Darmstadt 1997, ISBN 978-3-534-12779-5.
- Dresden unterm Hakenkreuz (= Dresdner historische Studien, Band 3), Köln/Weimar/Wien 1998, ISBN 3-412-11197-X.
- Quellen zu den deutsch-amerikanischen Beziehungen. 1964–1990 (Zusammen mit Dorothee Fröhlich) (= Quellen zu den Beziehungen Deutschlands zu seinen Nachbarn im 19. und 20. Jahrhundert, Band 2a), Wissenschaftliche Buchgesellschaft, Darmstadt 1998, ISBN 978-3-534-13697-1.
- Quellen zu den deutsch-polnischen Beziehungen. 1815–1991 (Zusammen mit Manuela Uhlmann) (= Quellen zu den Beziehungen Deutschlands zu seinen Nachbarn im 19. und 20. Jahrhundert, Band 10), Wissenschaftliche Buchgesellschaft, Darmstadt 2001, ISBN 978-3-534-13273-7.
- 175 Jahre TU Dresden. 3 Bände, Böhlau, Köln/Weimar/Wien 2003, ISBN 978-3-412-02303-4.
- Einsatz für den Soldaten. Die Arbeit des 10. Beirats für Fragen der Inneren Führung (Zusammen mit Gerd Jürgen Bischof) (= Forum innere Führung, Band 20), Nomos, Baden-Baden 2003, ISBN 978-3-7890-8394-5.
- Maritime security in southern African waters (Zusammen mit Thean Potgieter), Stellenbosch 2009, ISBN 978-1-920338-05-3.
- Clausewitz goes global. Carl von Clausewitz in the 21st Century. Commemorating the 50th Anniversary of the Clausewitz-Society, Berlin 2011, ISBN 978-3-937885-41-4.